# Kazunari Sakamoto
Kazunari Sakamoto (jap. 坂本 一成 Sakamoto Kazunari; * 13. Juli 1943 in Tokio) ist ein japanischer Architekt und Universitätsprofessor.

## Werdegang
Kazunari Sakamoto studierte bis 1966 Architektur an der Tōkyō Kōgyō Daigaku und promovierte dort 1971. An der Tōkyō Kōgyō Daigaku war er Schüler von Kazuo Shinohara. Sakamoto lehrte an der Kunsthochschule Musashino und wurde dort 1977 Assistenzprofessor. 1983 wechselte er in gleicher Position an die Tōkyō Kōgyō Daigaku und lehrt dort seit 1991 als Professor.

## Bauwerke (Auswahl)
- 1970: Haus in Minase, Hachiōji
- 1973: Kumono-Nagareyama House, Chiba
- 1976: Machiya House in Daita, Setagaya, Tokio
- 1978: House in Sakatayamatsuke in Oiso
- 1978: House in Nango (Southern Beach House) in Chigasaki

- 1988: HOUSE F
- 1992: Common City Hoshida, Osaka

## Preise
- 1990: Nihon-kenchiku-gakkai-shō für HOUSE F
- 1992: Murano-Tōgo-shō für Common City Hoshida, Osaka